# ダニエル・T・グリフィン (護衛駆逐艦)
|          |                                                                                                 |
| 艦歴     |                                                                                                 |
| 発注     | 1942年                                                                                          |
| 起工     | 1942年9月7日                                                                                    |
| 進水     | 1943年2月25日                                                                                   |
| 就役     | 1943年6月9日                                                                                    |
| 退役     | 1946年5月30日                                                                                   |
| その後   | 1966年11月15日にチリに移管                                                                      |
| 除籍     | 1966年12月1日                                                                                   |
| 性能諸元 |                                                                                                 |
| 排水量   | 軽貨：1,400トン、 基準：1,740トン                                                               |
| 全長     | 306 ft (93 m)                                                                                   |
| 全幅     | 37 ft (11 m)                                                                                    |
| 吃水     | 基準：9 ft 6 in (2.90 m) 満載：11 ft 3 in (3.43 m)                                              |
| 機関     | ターボ・エレクトリック 2軸推進（12,000 shp）                                                    |
| 最大速   | 23ノット (43 km/h; 26 mph)                                                                      |
| 航続距離 | 3,700カイリ (6,900 km) 15ノット時 (28 km/h; 17 mph)                                             |
| 乗員     | 士官15名 兵員198名                                                                              |
| 兵装     | 50口径3インチ砲3門 75口径1.1インチ対空砲4門 20mm対空砲8門 21インチ魚雷発射管3基 ヘッジホッグ1基 |

ダニエル・T・グリフィン (USS Daniel T. Griffin, DE-54/APD-38) は、アメリカ海軍の護衛駆逐艦。バックレイ級護衛駆逐艦の1隻。艦名は真珠湾攻撃で戦死した水兵のダニエル・T・グリフィンに因む。

## 艦歴
ダニエル・T・グリフィンはマサチューセッツ州ヒンガムのベスレヘム・ヒンガム造船所で1942年9月7日に起工する。1943年2月25日にD・T・グリフィン夫人によって命名、進水し、6月9日に艦長P・M・フェントン少佐の指揮下就役した。
就役後は1943年8月15日から9月24日まで仏領モロッコのカサブランカへ向かう船団を護衛した後、ニューヨークと北アイルランド間での船団護衛を担当し、1943年10月13日から1944年9月23日までの間に8度の大西洋横断を経験した。
10月22日、ニューヨーク州のスタテンアイランドに到着、チャールズ・ローレンス級高速輸送艦への改装が行われる。ダニエル・T・グリフィンは1944年10月23日に APD-38 （高速輸送艦）に艦種変更された。
1945年1月13日にノーフォークを出航、ダニエル・T・グリフィンは2月6日に真珠湾に到着、水中破壊チームと共に任務に就く。2月14日に出航、ウルシー環礁およびコソル水道へ向かう船団の護衛を担当し、続いて3月5日にレイテ島のサンペドロ湾に到着し、ホノンハン島沖での侵攻作戦演習に従事した。3月19日に慶良間列島に向けて出航、26日に到着する。沖縄戦の間、ダニエル・T・グリフィンは慶良間列島で船団護衛と掃海を行い、沖縄の海岸に爆薬を届けた後、5月18日まで救難艦任務に従事した。4月6日には数機の特攻機の攻撃を受け、少なくとも2機を破壊した。駆逐艦モリス (USS Morris, DD-417) が攻撃を受けたとき、ダニエル・T・グリフィンはモリスを慶良間列島まで護衛し、その消火を行った。
ダニエル・T・グリフィンは1945年5月20日から6月19日までの間、サイパンで沿岸護衛任務に従事し、続いて沖縄への船団護衛を行い、沖縄からウルシー環礁への船団護衛も行った。7月11日、ダニエル・T・グリフィンはサンペドロ湾に到着、9月22日までフィリピンでの様々な任務に従事し、その後呉に占領軍部隊を輸送、10月6日から11日にかけて部隊を上陸させた。
10月16日にマニラに帰還、12月2日にフィリピンで配置転換され、本国へ向けて出航した。サンディエゴに寄港した後1946年1月11日にノーフォークに到着、3月4日にフロリダ州グリーンケーヴスプリングスに到着し、同地で1946年5月30日に予備役となった。

### チリ海軍で
ダニエル・T・グリフィンは1966年11月15日にチリに移管され、ビルヒリオ・ウリベ (Virgilio Uribe, APD-29) と改名された。ビルヒリオ・ウリベは1995年に退役し、スクラップとして廃棄された。
ダニエル・T・グリフィンは第二次世界大戦の戦功で1個の従軍星章を受章した。